# Viscount Sackville
Viscount Sackville, of Drayton in the County of Northampton, war ein erblicher britischer Adelstitel in der Peerage of Great Britain. 

## Verleihung
Der Titel wurde am 9. Februar 1782 für den Politiker und Militär Lord George Germain geschaffen. Er war der drittgeborene Sohn des Lionel Cranfield Sackville, 1. Duke of Dorset. Zusammen mit der Viscountcy wurde ihm der nachgeordnete Titel Baron Bolebrooke, in the County of Sussex, verliehen.
Sein Sohn, der 2. Viscount, erbte 1815 auch den Titel 5. Duke of Dorset nebst nachgeordneter Titel, starb jedoch kinderlos am 29. Juli 1843, so dass alle seine Titel erloschen.

## Liste der Viscounts Sackville (1782)
- George Germain, 1. Viscount Sackville (1716–1785)
- Charles Sackville-Germain, 5. Duke of Dorset, 2. Viscount Sackville (1767–1843)